# كرايغ كولمان
كرايغ كولمان (بالإنجليزية: Craig Coleman)‏ هو لاعب دوري الرغبي أسترالي، ولد في 13 يناير 1963 في سري هيلز ‏ في أستراليا.